# Master of Ceremonies
|  | Per a altres significats, vegeu «MC». |

La paraula MC, M.C. o emcee (pronunciat 'emsi') prové de l'anglès i és l'acrònim de Master of Ceremonies (mestre de cerimònies). Anteriorment s'emprava per a referir-se a les persones que animaven al públic en les sessions de DJ, però actualment s'utilitza més sovint per a referir-se als vocalistes de rap.
A finals de la dècada del 1970, el terme es va utilitzar per als rapers i pel seu paper dins de la música i la cultura hip-hop. Inicialment, els MC eren els que presentaven els DJs al públic i explicaven què passava durant l'acte. Sovint, aquests esdeveniments eren festes en llocs com ara clubs o espais públics a l'aire lliure. El terme s'utilitza normalment com a terme de distinció, fent referència a un artista amb bones habilitats interpretatives. Molts rapers tenen MC en el seu nom artístic, com ara MC Hammer, MC Lyte, MC Ren, MC Shan o MC Eiht.
En el hip hop i la música de ball electrònica, "MC" es refereix a artistes o intèrprets de rap que interpreten la veu per a material original o d'altres artistes. Aquests gèneres de música de ball electrònica on actuen els MC són el house, el drum and bass i el UK garage.